# Rzeczyn, Tỉnh West Pomeranian
Rzeczyn [ˈʐɛt͡ʂɨn] (tiếng Đức: Reetzenhagen) là một ngôi làng thuộc khu hành chính của Gmina Wolin, thuộc quận Kamień, West Pomeranian Voivodeship, ở phía tây bắc Ba Lan.
Nó nằm khoảng 3 kilômét (2 mi) phía đông của Wolin, 18 km (11 mi) phía tây nam Kamie Kam Pomorski và 47 km (29 mi) phía bắc thủ đô khu vực Szczecin.
Ngôi làng có dân số 180 người.